# Hoheria angustifolia
Hoheria angustifolia là một loài thực vật có hoa trong họ Cẩm quỳ. Loài này được Raoul mô tả khoa học đầu tiên năm 1844.